# Alessandra Rosaldo
Alejandra Sánchez Barrero (Ciudad de México, 11 de septiembre de 1971) más conocida como Alessandra Rosaldo, es una cantante, compositora, ex actriz, bailarina y presentadora de televisión mexicana. Es vocalista del grupo Sentidos Opuestos. 
Como actriz, ella ha tomado el papel de roles de coprotagonista en varias producciones, en  telenovelas las cuales se han exportado a más de 140 países en el mundo y como cantante, siendo vocalista de Sentidos Opuestos, ha vendido más de 4 millones de copias de sus discos en español, además, participó en la banda sonora de la película Toy Story 2.[cita requerida]
En 2006 concursó y ganó la segunda edición del reality show mexicano de baile de Televisa Bailando por un sueño México, tiempo después, condujo, junto con Adal Ramones, la tercera edición del reality show de canto Cantando por un sueño México. 
Es hija del productor musical Jaime Sánchez Rosaldo y la señora Gabriela Barrero, además, es esposa del comediante, actor, escritor, productor y director mexicano Eugenio Derbez, con quién tienen a su hija Aitana.

## Biografía
Ha estado rodeada por la música y la actuación. A los 12 años, ella empezó a participar en los coros y que incluso protagonizaron una película infantil. Entre 1989 y 1992 fue cantante de respaldo en los recitales de la gira por toda América Latina con la cantante Lucero y el grupo de rap Calo.
A los 19 años se reunió con Chacho Gaytán en un aeropuerto, desde entonces se han convertido en grandes amigos. Años más tarde, Miguel Blasco les propuso formar un trío, formado por Chacho, Alessandra y otro miembro. Más tarde sería conocido como Sentidos Opuestos. En 2008, se convirtió en anfitrión de un programa nuevo juego en el Telefutura de la red de televisión llamado Dame la pista, que se ha cancelado.
Fue intérprete de la canción "Cuando ella me amaba" escrita por Randy Newman para la versión latinoamericana de la película de Disney Pixar, Toy Story 2 en 1999.

## Vida privada
En enero de 2014, Alessandra Rosaldo y el comediante Eugenio Derbez anunciaron que estaban esperando su primer hijo, esto a poco más de un año de matrimonio. El 4 de agosto de 2014, Alessandra dio a luz a su primera hija, Aitana.

## Filmografía

### Telenovelas
| Año  | Título                   | Personaje                          |
| ---- | ------------------------ | ---------------------------------- |
| 2012 | Por ella soy Eva         | La Duquesa / Amante de Juan Carlos |
| 2011 | Ni contigo ni sin ti     | Julia Mistral de Rivas             |
| 2005 | Sueños y caramelos       | Fátima Gómez Ramírez               |
| 2004 | Amarte es mi pecado      | Paulina Almazán                    |
| 2001 | Salomé                   | Karla Montesino                    |
| 2001 | Aventuras en el tiempo   | La Flower                          |
| 1999 | DKDA: Sueños de juventud | Brenda Sakal                       |

### Películas
| Año  | Título                     | Personaje    | Notas                                    |
| ---- | -------------------------- | ------------ | ---------------------------------------- |
| 1999 | Toy Story 2                | Jessie       | Doblaje (voz cantada)                    |
| 2013 | No se aceptan devoluciones | Renée        |                                          |
| 2015 | Spare Parts                | Sra. Vázquez | Madre de Oscar Vázquez (Carlos Pena Jr.) |

### Presentadora
- 1997-1998 - Presentadora para la presentación de los premios ERES ceremonia televisada.

- 1999 - Presentadora para viñedos televisado DOMECQ fin de año especial.

- 2000 - Coconductora de la ceremonia televisada de entrega de Premios El Heraldo de México.

- 2002 - Presentadora en la entrega de premios OYE ceremonia televisada.

- 2003 - Nuevamente es elegida como Coconductora de la ceremonia en la entrega de premios El HERALDO transmitida por televisión.

- 2003 - Presentadora en el programa-homenaje especial a Selena (Selena Vive) que transmitió a nivel nacional en los EE. UU. por  Univisión Network.

- 2005 - Ganadora del reality Bailando por un sueño.

- 2006 - Coanfitriona del programa Lo que no se vio en los Premios Furia Musical un detrás de las escenas de la transmisión especial a nivel nacional en los EE. UU. por la cadena Univision.

- 2006 - Coanfitriona en la ceremonia de Diosas de Plata, un premio concedido por PECIME, una asociación de prestigio de los reporteros de prensa de la industria de cine y los críticos.

- 2006 - Debut como presentadora y entrevistadora de la recién creada transpondedor Sky One por la principal red de SKY TV de pago en México.

- 2006 - A partir de abril del 2 al 25 de junio de copresentadora en los shows en vivo Cantando por un Sueño y Reyes de la canción, transmitido a nivel nacional en México por Televisa y en los: EE. UU. por Univision Red en horario de máxima audiencia la noche del domingo.

- 2006 - El 13 de julio, voló a Miami Florida, para acoger una de las ceremonias más importantes Premio producido y presentado por Univision, la cadena de América Latina, Premios Juventud a la mejor de la música y la televisión.

- 2006 - Anfitrión en la convención nacional sólo lo mejor de la Sección Amarilla que la empresa en la ciudad de Cancún, México.

- 2006 - Casa de la gran celebración de los primeros 80 años de Coca Cola en México, realizado en el Sports Arena de la ciudad de Monterrey, México por más de 10 000 espectadores.

- 2007 - Del 15 de abril a 17 de junio, co-anfitrióna del show en vivo Los 5 Magníficos y Dame la Pista, emitidos por Televisa.

- 2007 - La familia P. Luche (un episodio: Niños de Oro)

- 2012 - Programa Hoy (Conductora) La familia P. Luche (Episodio: Perdiendo en el dominó), contrayendo nupcias en la vida real con el protagonista Eugenio Derbez el 7 de julio del mismo año.

- 2014 - Netas Divinas (Conductora)

- 2014-2015 - Gala Premios Platino (Presentadora)

- 2015 - Imagen de la marca L'bel de la compañía peruana Belcorp.

- 2016 - Los 90 Sentidos de Alessandra (Conductora). Transmitido por el canal de televisión internacional Ritmoson Latino.

## Discografía
| Como solistas - 1999: Toy Story Soundtrack (Edición hispana) - 2000: DKDA soundtrack Álbum (con DKDA) - 2002: Aler Ego - 2004: Alter Ego / Amarte es mi pecado - 2005: Sueños y caramelos (banda sonora de la telenovela) - 2006: Rompecorazones (EMI Music México) - 2009: Alessandra (Star Music) - 2010: Breathless (Star Music) | Con Sentidos Opuestos - 1993: Sentidos Opuestos - 1994: Al sol que más calienta - 1996: Viviendo del futuro - 1998: Viento a favor - 2000: Movimiento perpetuo - 2001: En vivo - 2012: Zona Preferente |

### Sencillos
- 2002: Amándote
- 2002: Tu amor
- 2003: Flash Back
- 2004: No sé hablar de amor
- 2004: Amarte es mi pecado (dueto con Ricardo Montaner)
- 2006: Amame, bésame
- 2010: La octava maravilla
- 2010: Dónde están

## Premios y nominaciones

### Premios TVyNovelas
| Año  | Categoría                 | Telenovela               | Resultado |
| ---- | ------------------------- | ------------------------ | --------- |
| 2004 | Mejor tema musical        | Amarte es mi pecado      | Ganadora  |
| 2004 | Mejor revelación femenina | Amarte es mi pecado      | Nominada  |
| 2000 | Mejor Debutante del año   | DKDA: Sueños de juventud | Ganadora  |

### Premio Lo Nuestro
| Año  | Categoría           | Resultado |
| ---- | ------------------- | --------- |
| 2004 | Mejor Artista Nuevo | Ganadora  |

### Premios Bravo
| Año  | Categoría                     | Obra                    | Resultado |
| ---- | ----------------------------- | ----------------------- | --------- |
| 2009 | Revelación femenina en Teatro | Dirty Rotten Scoundrels | Ganadora  |

### Premios ACPT
| Año  | Categoría         | Obra                  | Resultado |
| ---- | ----------------- | --------------------- | --------- |
| 2008 | Actriz Revelación | Una Eva y Dos Patanes | Ganadora  |

### Diosas de Plata
| Año  | Categoría           | Película                   | Resultado |
| ---- | ------------------- | -------------------------- | --------- |
| 2014 | Revelación femenina | No se aceptan devoluciones | Nominada  |